# Henric al VI-lea al Sfântului Imperiu Roman
Henric al VI-lea (n. 1 noiembrie 1165, Nijmegen, Gelderland, Țările de Jos – d. 28 septembrie 1197, Messina, Italia) a fost ales Rege al Romanilor (Rex Romanorum) în 1190, a fost încoronat Împărat al Sfântului Imperiu Roman în 1191 și a devenit rege al Siciliei prin căsătorie în 1194 până la moartea sa.
Henric s-a născut la Nijmegen, fiu al Împăratului Frederic I și a lui Beatrix de Burgundia; a fost încoronat Rege al Germaniei în 1169 de către tatăl său, la vârsta de 4 ani. În 1184, se căsătorește cu Constanța de Sicilia, moștenitoarea tronului Regatului Siciliei. La plecarea tatălui său în Cruciada a treia în 1189, Henric a rămas în Germania fiindu-i acordate frâiele puterii. La moartea lui Frederic în 1190, Henric devine conducătorul legitim.
În aprilie 1191 este încoronat Împărat de Papa Celestin al III-lea dar, în schimb, coroana Siciliei este pierdută în favoarea lui Tancred de Lecce. Henric eșuează într-o primă încercare de a obține coroana fiind nevoit să se întoarcă în Germania pentru a înnăbuși o altă revoltă nobiliară. Henric a primit un cadou neașteptat, sub forma prizonierului regal Richard I al Angliei, pentru eliberarea căruia a primit o sumă enormă ce i-a permis să formeze o armată puternică pentru a cucerii sudul Italiei.
În 20 noiembrie 1194 intră în Palermo iar în 25 noiembrie este încoronat Rege al Siciliei. În acest moment, al IV-lea Henric era cel mai puternic monarh din Marea Mediterană primind tribut încă din partea Imperiului Bizantin. În continuare, a încercat să facă coroana imperială ereditară, însă nu reușește înainte de moartea sa neașteptată în 1197 la Messina, bolnav de malarie, în timp ce pregătea o cruciadă.
1. 1 2 3 4 5  Kindred Britain